# Georges-Maurice-Jean Blanchard
Georges-Maurice-Jean Blanchard, francoski general, * 1877, † 1954.